# Cal Salom
Cal Salom és una casa del segle xix del Prat de Llobregat inclosa en l'Inventari del Patrimoni Arquitectònic de Catalunya. Consta de dues construccions diferents però adossades. La de la dreta destinada als amos era per passar-hi l'estiu o fer-hi estades curtes, tenia planta baixa, pis i un graner al darrere. L'altra, destinada als masovers, tenia a més a més porxo i estable.
És masia que correspon a l'esquema 2. I de Danés i Torras, amb la variant de tenir un cos posterior (celler) d'una sola planta i coberta a un vessant. El cos principal presenta la coberta a dos vessants i de manera perpendicular a la façana. Aquesta tipologia és la més minoritària a les masies del Prat.
La darrera propietària que va conservar el nom de la casa era Maria Salom i Piguillem. Actualment la firma Famimon, SL n'és la propietària.